# Pertusaria erubescens
Pertusaria erubescens är en lavart som först beskrevs av Thomas Taylor och som fick sitt nu gällande namn av William Nylander. 
Pertusaria erubescens ingår i släktet Pertusaria och familjen Pertusariaceae. Inga underarter finns listade i Catalogue of Life.